# Рудня-Гацьківка
Рудня-Гацьківка — село в Україні, в Новоборівській селищній територіальній громаді Житомирського району Житомирської області.

## Географія
Село розміщене на берегах річки Іршиця ІІ. На північно-східній стороні від села бере початок річка Глибочок.

## Населення
За даними перепису 2001 року населення села становило 42 особи, з них усі 100 % зазначили рідною українську мову.

## Історія
У 1923—54 роках — адміністративний центр Руднє-Гацьківської сільської ради Володарсько-Волинського району.

## Відомі люди
- Градовський Юрій Григорович — народний артист України.